# 다위안구

다위안 구의 위치

다위안구(한국어: 대원구, 중국어: 大園區, 병음: Dàyuán Qū)는 중화민국 타오위안 시 북부의 시할구이다. 타이완의 하늘의 관문인 타이완 타오위안 국제공항이 향내에 있다. 넓이는 87.3925km2이고, 인구는 2015년 8월 기준으로 85,184명이다.

## 지리
타오위안 시의 북부에 위치하고 동부를 루주 구와 남부를 중리 구와 서부를 관인 구와 접한다. 또한 북부는 타이완 해협에 면하고 있다.

## 역사
다위안 구는 옹정 연간에 담수청에 속하고 있었다. 광서 연간에 대북부 담수 및 신죽현에 분할 되었고 1920년의 지방 제도 개정과 함께 옛 이름 대구원(大坵園)의 뜻을 고려해 일본풍의 오소노 장(大園庄)으로 개칭하였다. 전후에는 신주 현 타오위안 구 다위안 향으로 개편되었고 1950년에 타오위안 현 다위안 향이 되었다.

## 교통
- 타이완 타오위안 국제공항
- 국도 2호선
- 타오위안 국제공항 첩운